# Kanton Amou
Amou is een voormalig kanton van het Franse departement Landes. Het kanton maakt deel uit van het arrondissement Dax. Ingevolge het decreet van 18.2.2014 is het op 22.3.2015 geheel opgenomen in het nieuwe kanton Coteau de Chalosse.

## Gemeenten
Het kanton Amou omvatte de volgende gemeenten:
- Amou (hoofdplaats)
- Argelos
- Arsague
- Bassercles
- Bastennes
- Beyries
- Bonnegarde
- Brassempouy
- Castaignos-Souslens
- Castelnau-Chalosse
- Castel-Sarrazin
- Donzacq
- Gaujacq
- Marpaps
- Nassiet
- Pomarez